# Ptilodon sounkeana
Ptilodon sounkeana är en fjärilsart som beskrevs av Matsumura 1933. Ptilodon sounkeana ingår i släktet Ptilodon och familjen tandspinnare. Inga underarter finns listade.